# Elverroad
Elverroad er et fodboldstadion i Herlev som er hjemsted for en af byens fodboldklubber, B73.

## Beliggenhed
Elverroad er opkaldt efter sin beliggenhed på vejen Elverhøj, mellem vejen, Elverhøjens Skole og Elverparken.